# جووردانو ملونی
جووردانو ملونی (انگلیسی: Giordano Meloni؛ زادهٔ ۱۸ فوریهٔ ۱۹۸۳) بازیکن فوتبال اهل ایتالیا است.
از باشگاه‌هایی که در آن بازی کرده‌است می‌توان به البیا کالچو ۱۹۰۵ و باشگاه فوتبال چزنا اشاره کرد.